# Platinum & Gold (álbum de Ace of Base)
Platinum & Gold é um álbum de greatest hits da banda sueca Ace of Base. Foi lançado em 2010 na Dinamarca, Noruega e Suécia.

## Faixas
1. "All That She Wants"
2. "The Sign"
3. "Beautiful Life"
4. "Life Is a Flower"
5. "Lucky Love"
6. "Always Have, Always Will"
7. "Wheel of Fortune"
8. "Don't Turn Around"
9. "C'est la Vie (always 21)"
10. "Beautiful Morning"
11. "Happy Nation"
12. "Ordinary Day"
13. "Living in Danger"
14. "Cruel Summer"
15. "Unspeakable"
16. "Hallo Hallo"
17. "Wheel of Fortune" (2009 New Version)
18. "The Sign" (remix)
19. "Never Gonna Say I'm Sorry" (Sweetbox Funky Mix)
20. "Cruel Summer" (Soul Poets house Bust)
21. "Life Is a Flower" (Soul Poets Night Club Mix)
22. "All That She Wants" (Madness Version)
23. "Lucky Love" (Raggasol Version)
24. "Beautiful Life" (Lenny B's house Of Joy Club Mix)
25. "Happy Nation" (Moody Gold Mix)
26. "C'est la Vie" (Always 21) (Remix)
27. "Living in Danger" (D-house Mix)
28. "Travel to Romantis" (Love To Infinity Master Mix)
29. "Hallo Hallo" (Dub)
30. "Megamix" (Long Version)

## Paradas musicais
| Parada musical         | Pico |
| ---------------------- | ---- |
| Danish Albums Chart    | 26   |
| Norwegian Albums Chart | 6    |